# Zante
Zante o Zacinto (dal suo nome in greco Ζάκυνθος?, Zàkynthos) è un'isola greca (405 km²) con una popolazione di 38 957 abitanti. L'isola si trova nel mar Ionio, vicino alle coste del Peloponneso, e fa parte dell'arcipelago delle isole Ionie. 
Zante fu al centro delle battaglie spartano-ateniesi nel corso della guerra del Peloponneso. Fu poi una delle isole Ionie sotto il dominio veneziano, durante il quale, nel 1778, vi nacque il poeta Ugo Foscolo, che le dedicò il sonetto A Zacinto. Sempre nel XVIII secolo Zante diede i natali a due tra i più importanti poeti neogreci: Dionysios Solomos, autore dell'inno nazionale greco, e Andreas Kalvos. Nel 1953 fu devastata da un disastroso terremoto. Dal punto di vista amministrativo costituisce un'unità periferica delle Isole Ionie formata dall'unico comune omonimo.
È conosciuta anche per la spiaggia del Relitto, lido accessibile solo via mare, racchiuso tra due alture e con al centro un relitto di mercantile arrugginito portato lì dalle acque. La spiaggia è la più fotografata di tutta la Grecia e tra le più immortalate del Mar Mediterraneo. Al largo di Zante inizia l'estremità settentrionale della fossa ellenica, che tocca nell'abisso Calypso il punto più profondo del Mediterraneo.

## Territorio
Zante ha un territorio vario, con pianure fertili nella parte sud-orientale dell'isola e terreno montuoso con scogliere lungo le coste occidentali. Il clima mediterraneo e temperato con abbondanti precipitazioni primaverili dona un'intensa vegetazione all'isola, tanto che Omero la indicò come Fiore di Levante. Le estati sono molto calde (arrivano a sfiorare temperature di 43/45 °C), ma sono anche molto secche: ciò non fa avvertire l'afa. I mari che la bagnano sono particolarmente caldi (nel sud dell'isola l'acqua tocca anche i 30 °C nei mesi caldi). L'isola non è stabile economicamente e ripone le proprie ricchezze in agricoltura, allevamento e turismo. Poche sono le fabbriche, soprattutto artigianali. Viene inoltre praticata l'attività mineraria, con due giacimenti attivi nella parte occidentale.
Solo negli ultimi anni l'isola ha goduto di una forte espansione insediativa, che propone moderne attrezzature per turisti ma mantiene scenari antichi intatti (soprattutto nell'entroterra, dove non mancano mulattiere e strade sterrate).

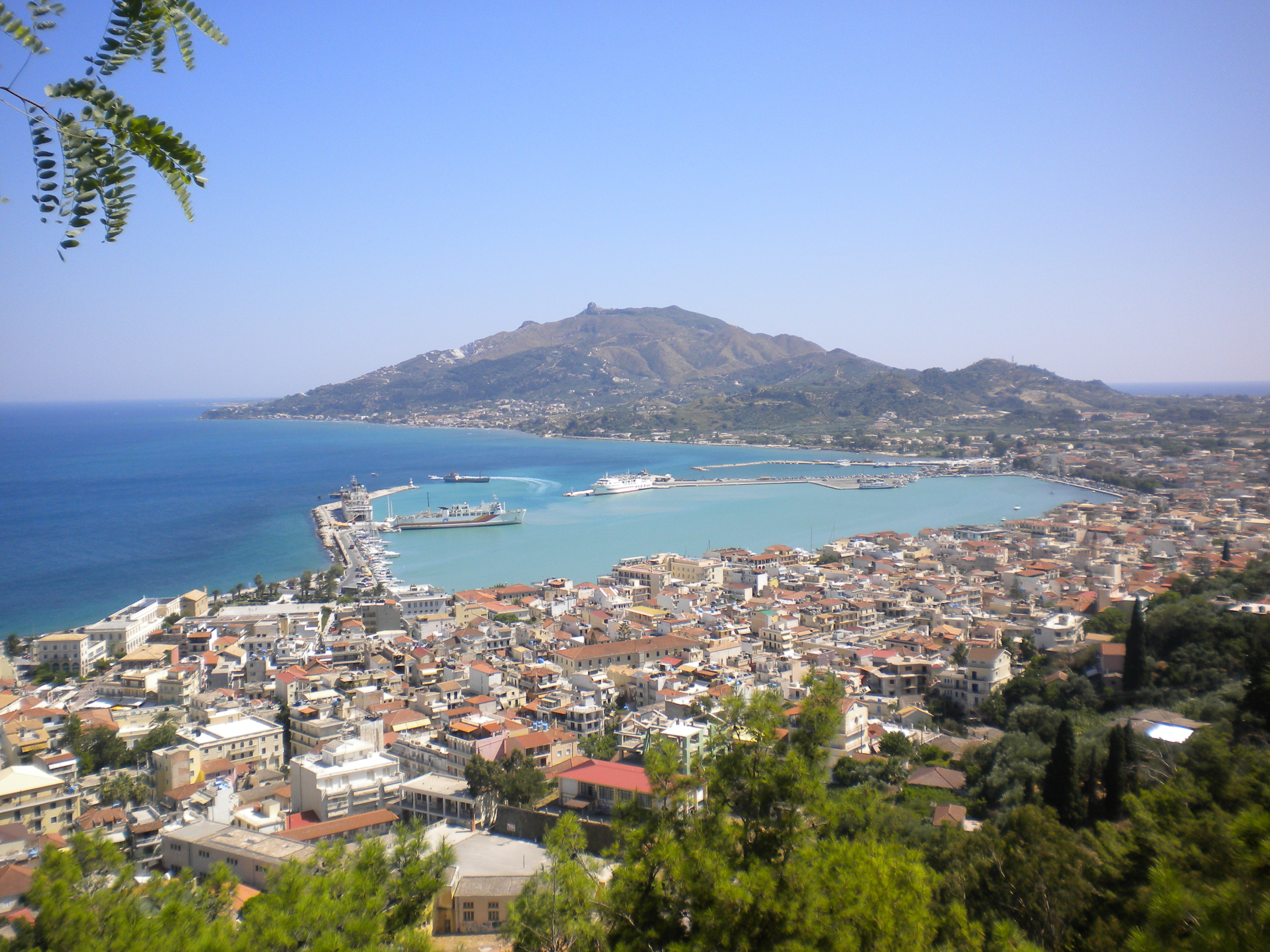
Panorama della parte meridionale dell'isola

La città maggiore è Zante, capoluogo omonimo dell'isola, chiamata dai greci anche Chora. È il porto principale e da sola copre la metà della popolazione complessiva insulare. La piazza principale della città è adornata dalla statua di Dionysios Solomos, considerato il "poeta nazionale" greco. Le coordinate della città sono: latitudine 37.79139/37°47'29 N, longitudine 20.89528/20'53'43 E.
I prodotti principali sono olio d'oliva, uva e cedri. Un tipo particolare di uvetta senza semi è nativo dell'isola. Non mancano spezie e carni ovine. 
L'isola ha un aeroporto, intitolato a Dionysios Solomos, dove atterrano principalmente voli nazionali. I voli dall'Italia sono prevalentemente estivi; ormai ci sono collegamenti diretti da varie città italiane (tra cui Roma, Milano-Malpensa, Napoli, Venezia, Bologna, Bari e Brindisi), mentre per gli altri voli si fa scalo nella capitale greca Atene. L'aeroporto si trova a ridosso della baia di Laganas, dando agli aerei l'impressione di atterrare sull'acqua.
Il porto di Zacinto, di ragguardevoli dimensioni, è suddiviso in due, ben distinte, parti: una per i passeggeri e l'altra per le merci. Dal porto, numerosi traghetti collegano Zacinto con Kyllini, sul continente; mentre, dalla punta nord dell'isola, ulteriori traghetti la collegano con Cefalonia, posta di fronte. In estate, a seguito del moltiplicarsi dei collegamenti, è attivo un servizio che collega l'isola direttamente con Brindisi.

## Storia

### Origini leggendarie
L'isola di Zante era abitata sin dal periodo Neolitico, come provano alcuni ritrovamenti archeologici. Omero, per primo, menzionò l'isola nell'Iliade e nell'Odissea, affermando che ricevette il nome di Zakynthos (in latíno Zacynthus) perché fu colonizzata da Zakynthos figlio di Dardano, proveniente da Psofis in Arcadia (per questo l'acropoli della città di Zakynthos fu chiamata Psofis), intorno al 1500-1600 a.C. Tucidide dice che l'isola fu colonizzata dagli Achei del Peloponneso nel secondo millennio a.C. La tradizione dice che la città fondò la colonia di Sagunto in collaborazione con i Rutuli di Ardea (sicuramente prima della guerra di Troia). Gli abitanti dell'isola furono ostili ai Lacedemoni e ad alcuni fuggitivi di Sparta che si rifugiarono a Zakynthos. L'isola fu poi conquistata da re Arkeisios di Cefalonia. Fu poi Ulisse, re di Itaca, il successivo conquistatore.
Durante la guerra del Peloponneso l'isola fu alleata di Atene e nel 430 a.C. gli Spartani attaccarono la città. Poco tempo dopo gli Ateniesi la utilizzarono come base navale nella loro spedizione a Pilo. Nel 415 a.C. fu alleata degli Ateniesi nella spedizione in Sicilia, e dopo la guerra del Peloponneso l'isola si alleò a Sparta (404-373 a.C.). Nel 374 a.C. Timoteo, comandante ateniese, di ritorno da Corcira (Corfù), lasciò alcuni esiliati a Zakynthos, che si stabilirono in un luogo fortificato per lottare contro il governo pro-spartano. Sparta inviò una flotta di 25 navi a Zakynthos, che tuttavia non riuscirono a impedire la presa del potere dei demòcrati. L'isola aiutò Dióne nella sua spedizione a Siracusa per cacciare il tiranno Dionisio I (357 a.C.).
Zante cadde sotto il dominio della Macedonia verso il 217 a.C., con il re Filippo V. Nel 211 a.C. il pretore romano M. Valerio Lavino occupò la città di Zakynthos, con eccezione della cittadella, ma in seguito essa fu restituita alla Macedonia. Nel 208 a.C. si concluse in Atamania, sotto il governo congiunto di Filippo di Megalópolis e Hierocles di Akragas, un'alleanza che durò fino al 191 a.C., anno in cui Zante si unì alla Lega achea. In seguito i macedoni la cedettero a Roma. Durante le guerre mitridatiche l'isola fu attaccata dal generale Archelao, che però fu respinto. Appartenne all'Impero romano e, successivamente, a quello bizantino. In seguito, secondo un trattato, Zante fu trasformata in una democrazia indipendente, la prima dell'Ellade, che durò più di 650 anni.

### Zante e la Serenissima
Nel 1194 Matteo Orsini stabilì un governo locale a Zante, la Contea palatina di Cefalonia, Itaca e Zante. I sei secoli di dominio veneto furono interrotti solo da una breve conquista turca dal 1479 al 1485. Nel Seicento fu costruita la grande fortezza (terminata nel 1664).
Nel 1669 Zante vide accrescere notevolmente la sua popolazione, in seguito all'evacuazione dei veneziani da Creta. I nuovi arrivati portarono con sé notevoli risorse e trasformarono Zante in una piccola Venezia, con molti portici e molte chiese, conseguenza della presenza mista di cattolici e ortodossi. L'8 maggio del 1748 i fratelli Demetrio I (1723 – 1793) e Demetrio III Nicolò Mocenigo, figli di Demetrio, ottennero dalla Repubblica di Venezia il titolo di "conti del Zante".
Il 6 febbraio 1778 vi nacque Ugo Foscolo, il 1° aprile 1792 Andreas Kalvos e l'8 aprile 1798 Dionysios Solomos.
L'isola rimase sotto il dominio della Repubblica di Venezia fino al 1797, quando fu ceduta alla Francia con il trattato di Campoformio.

### La Repubblica eptanese
In epoca napoleonica fu stabilita nelle Isole Ionie la Repubblica eptanese, che durò dal 1802 al 1810. La Repubblica eptanese (cioè Repubblica delle sette isole) fu il primo governo semi-autonomo greco dopo molti secoli e adottò come emblema il Leone di San Marco. Sotto protettorato russo-ottomano ma a guida veneto-greca, il piccolo Stato fiorì grazie al contributo di importanti intellettuali greco-veneti, tra i quali Giovanni Capodistria.

Bandiera della Repubblica delle Sette Isole Unite (1800-1807)

Dopo il Congresso di Vienna l'isola fece parte di un protettorato britannico fino al 1864, anno della sua incorporazione nel Regno di Grecia.

### Dal secondo dopoguerra al ventunesimo secolo

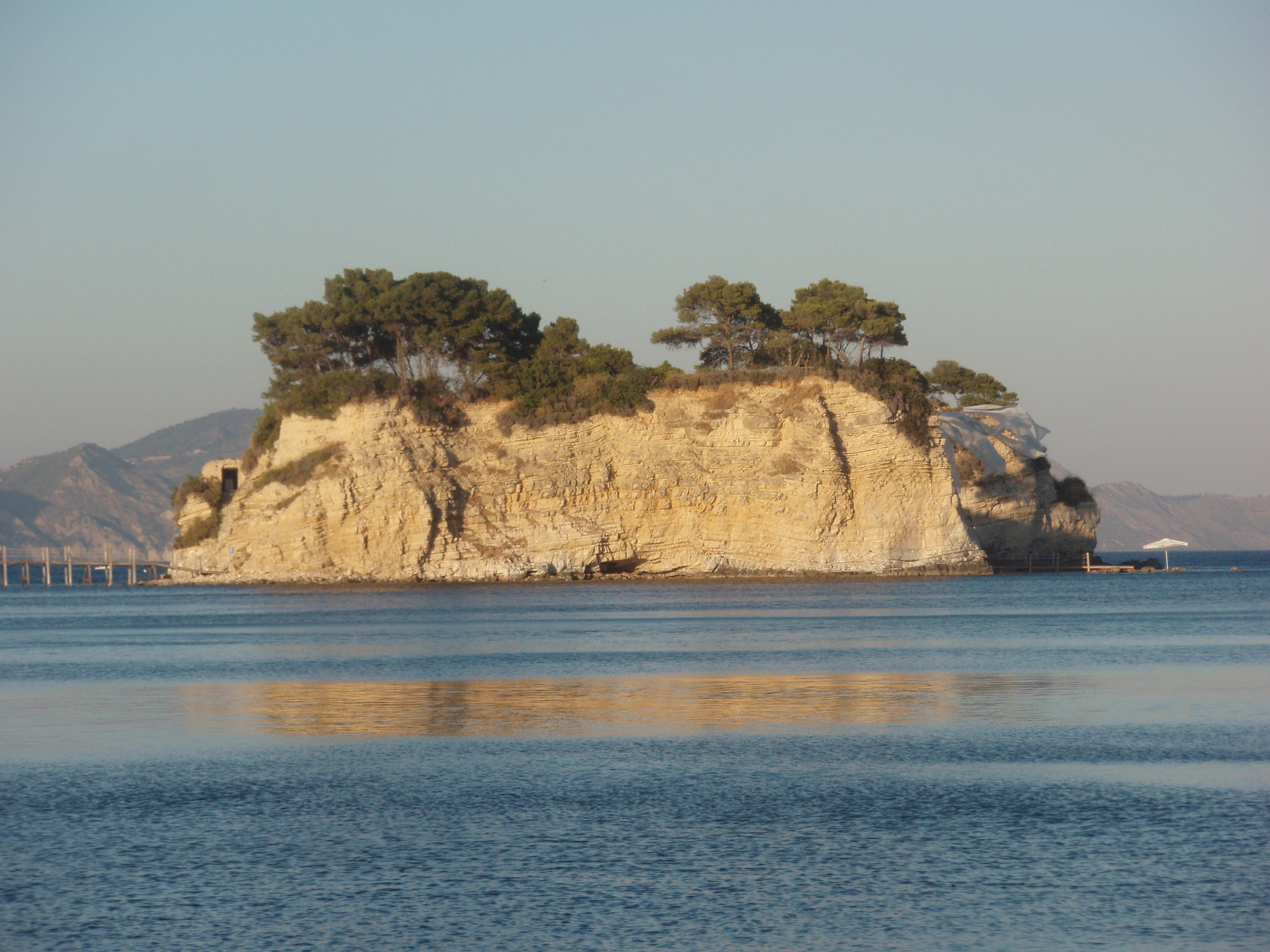
L'isola di Agios Sostis

Zante ha subito due gravi terremoti nell'estate del 1953 che causarono la totale distruzione delle infrastrutture dell'isola. Il più distruttivo di questi, avvenuto il 12 agosto, registrò 7,2 gradi sulla scala Richter e fu percepito in tutto il paese. Solo tre edifici sono sopravvissuti: la chiesa di San Dionigi, il palazzo della Banca Nazionale e la chiesa di San Nicola "tou Molou" (del Molo). I primi aiuti giunsero dallo Stato di Israele: durante l'occupazione nazista dell'isola, infatti, il vescovo Chrysostomos aveva dato ai tedeschi una lista degli ebrei di Zante contenente solo due nomi, il suo e quello del sindaco. Gli aiuti israeliani giunsero con un messaggio: Gli ebrei di Zacinto non hanno mai dimenticato il loro sindaco e il loro amato vescovo e ciò che hanno fatto per noi. La ricostruzione dell'isola fu soggetta a un severo regolamento antisismico: vari deboli e forti terremoti sono stati così sopportati con scarsissimi danni.

## Mitologia
Zacinto (Zάκυvθος) è l'eroe eponimo dell'isola Zacinto, in seguito diventata Zante, nel Mar Ionio. Secondo le tradizioni, Zacinto, figlio di Dardano, o un arcade venuto alla città di Psofi, è ritenuto scopritore dell'isola e divinità locale.

## Parco nazionale marino

Zakynthos 3D

Nella zona sud-occidentale dell'isola si trova il Parco nazionale marino di Zante, dove si possono trovare le tartarughe Caretta caretta. La Caretta caretta è una specie in pericolo, anche a causa del turismo e dell'inevitabile inquinamento che ne consegue; tuttavia, grazie allo stesso turismo, vengono anche reperiti fondi, arruolati volontari e raccolte offerte per molteplici attività di recupero e salvaguardia della specie. Ogni anno, a partire da giugno, le tartarughe femmine arrivano sulle spiagge meridionali per sotterrare le loro uova nella sabbia. Il periodo d'incubazione dura all'incirca 55 giorni; poi, alla schiusa, i piccoli raggiungono da soli il mare (il tasso di sopravvivenza è molto basso per i maschi).

## Economia

### Turismo
L'industria del turismo è di fondamentale importanza per l'isola, che accoglie ogni anno numerosi visitatori. L'isola divide il proprio turismo tra quello naturalistico e quello mondano. I punti di forza del posto sono soprattutto gli scenari naturali di rara bellezza. La Spiaggia del Relitto, Le Grotte di Keri (paragonabili alla grotta Azzurra di Capri), L'Isola delle Tartarughe, Capo Skinari sono solo alcune delle località con maggiore flusso turistico, attirato anche dalla limpidezza delle acque. Le spiagge sono tutte attrezzate, anche se c'è un'abbondanza di spiagge libere e incontaminate. Quelle più attrezzate, tuttavia, si trovano nella parte meridionale, nella baia di Laganas e Agios Nikolaos.
I locali di divertimento sono concentrati principalmente nelle località di Laganas e Argassi. La prima è indicata ironicamente dai turisti come una piccola Las Vegas, per la quantità impressionante di locali, neon e trasgressione. Non mancano punti di divertimento anche nella capitale Zante, ad Alykes e Tsilivi.

## Amministrazione
Zante costituiva una prefettura della regione delle Isole Ionie, abolita a partire dal 1º gennaio 2011 a seguito dell'entrata in vigore della riforma amministrativa detta piano Kallikratis e sostituita dall'unità periferica omonima.
Dal 1997, con l'attuazione della riforma Kapodistrias, la prefettura di Zante era suddivisa in sei comuni.
| Comuni    | Codice YPES | Capoluogo (se diverso) | Codice postale |
| --------- | ----------- | ---------------------- | -------------- |
| Alykes    |             | Alykes                 | 290 90         |
| Arkadioi  |             | Vanato                 | 291 00         |
| Artemisia |             | Macherado              | 290 92         |
| Elatia    |             | Volimes                | 290 91         |
| Laganas   |             | Pandokratoras          | 290 92         |
| Zante     |             | Zante                  | 291 00         |

L'intera isola più le isole Strofadi costituiscono il comune omonimo.

### Gemellaggi
Zante è gemellata con:
- Noci
- Ripatransone
- Pavia
- Rocca Imperiale
- Sulmona
- Serravalle

## Dati geografici
- Lunghezza dell'isola: 40 km
- Larghezza dell'isola: 20 km
- Punto a maggior altitudine: Vrachionas, 758 m

## Galleria d'immagini

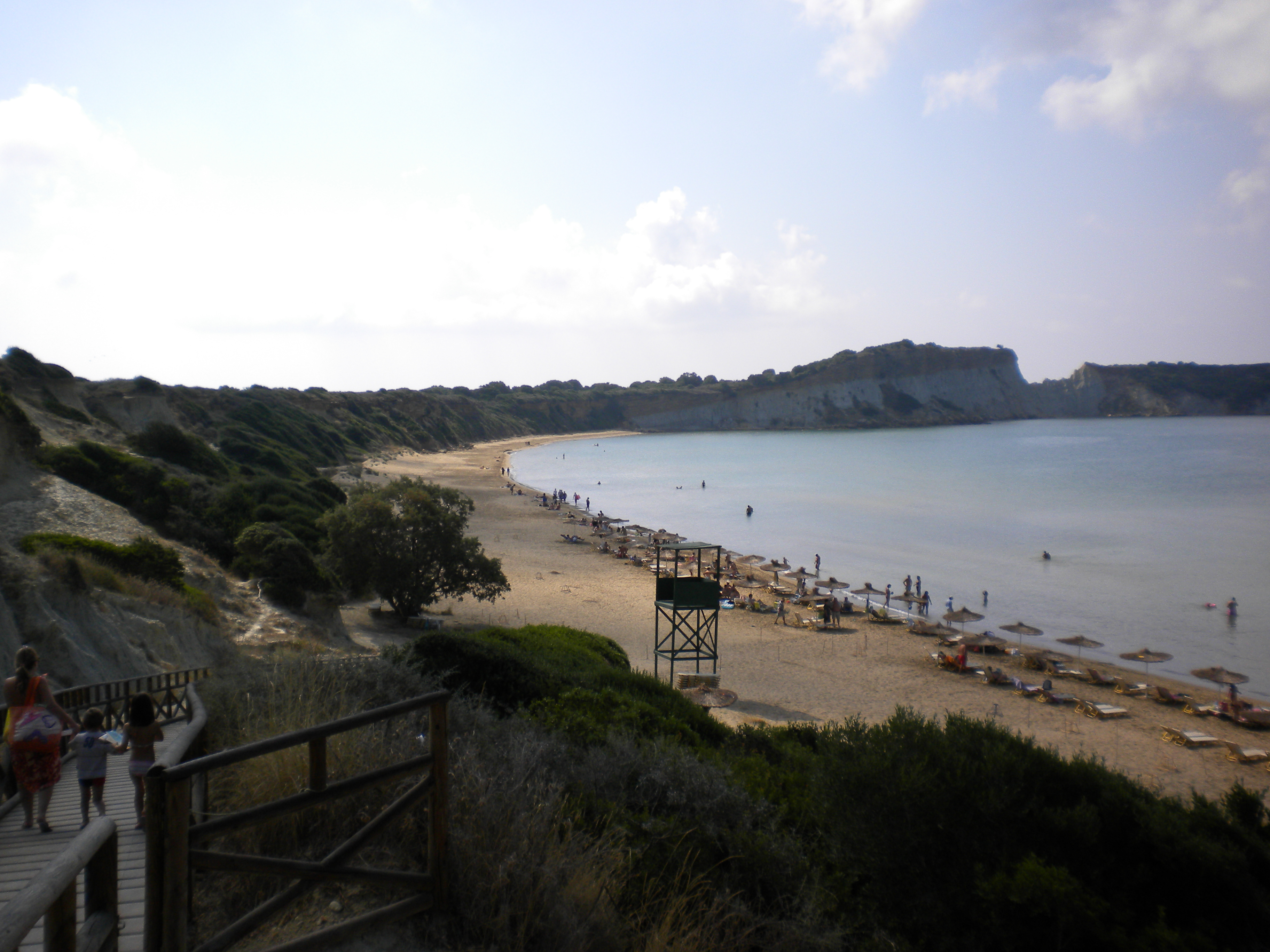
Gerakas, la spiaggia delle tartarughe
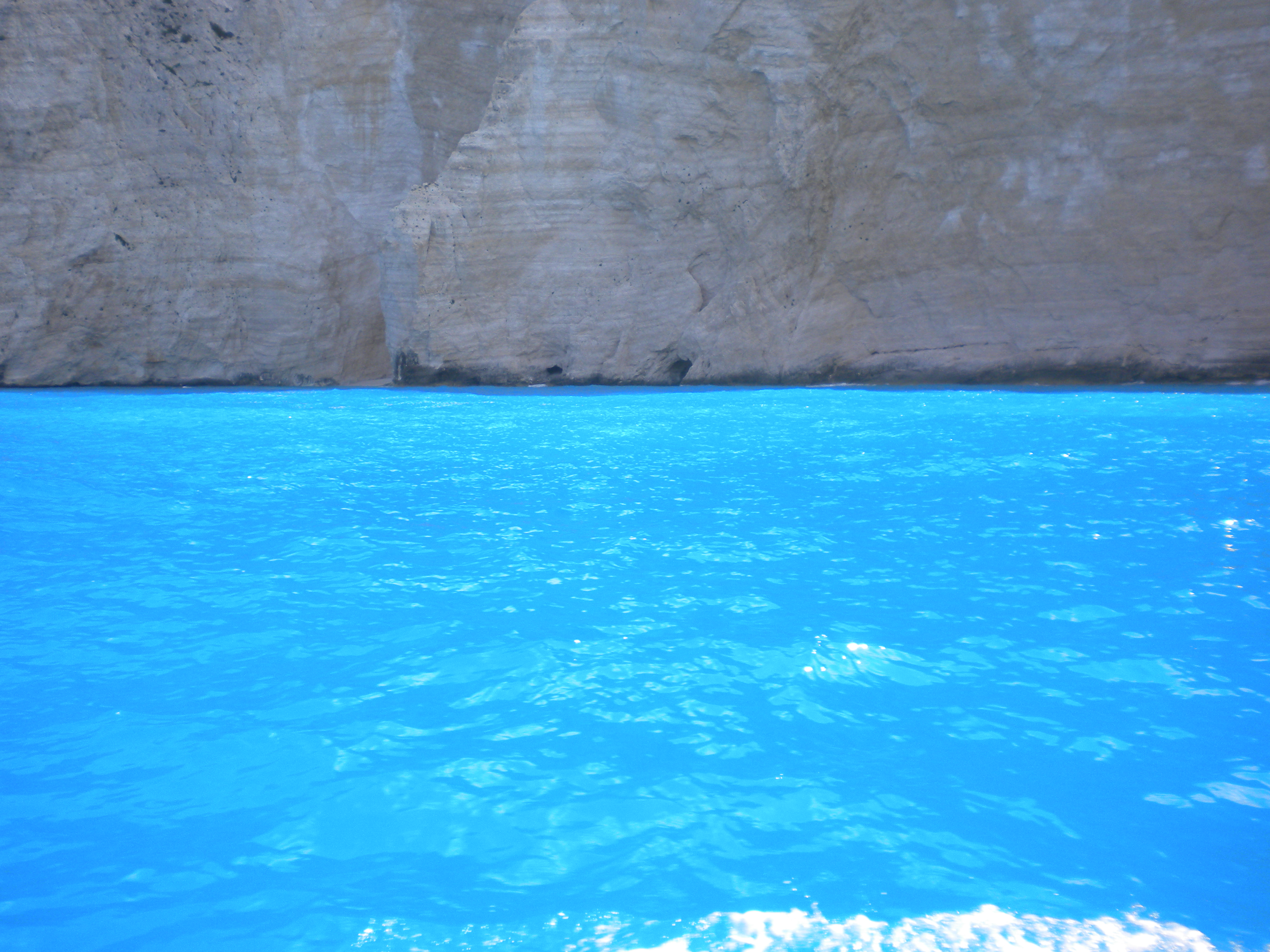
Scorcio della baia del Relitto
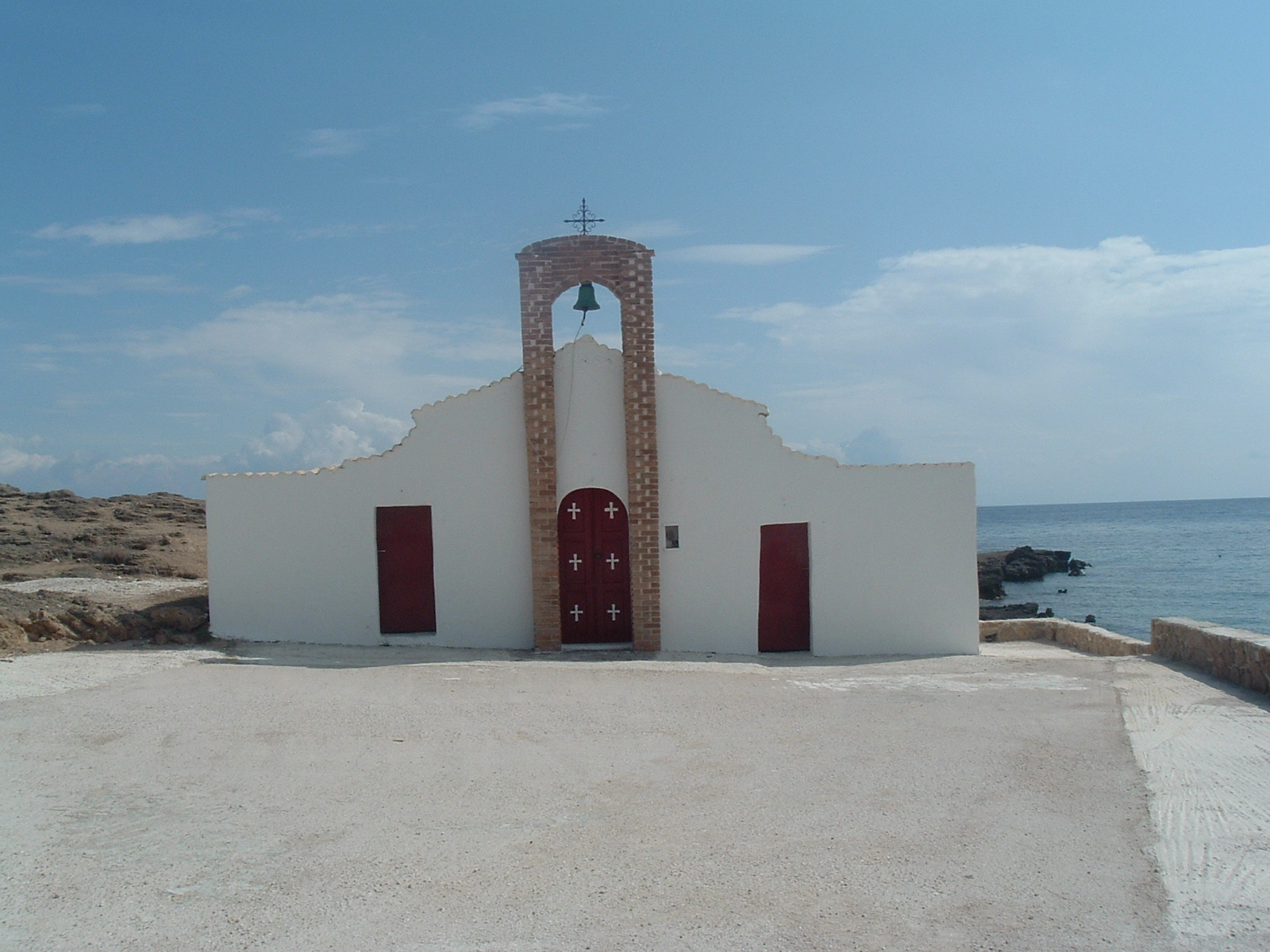
Chiesa di Agios Nikolaos
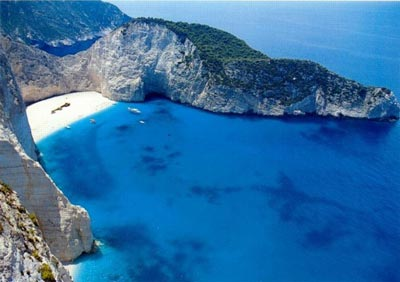
La famosa Spiaggia del Relitto
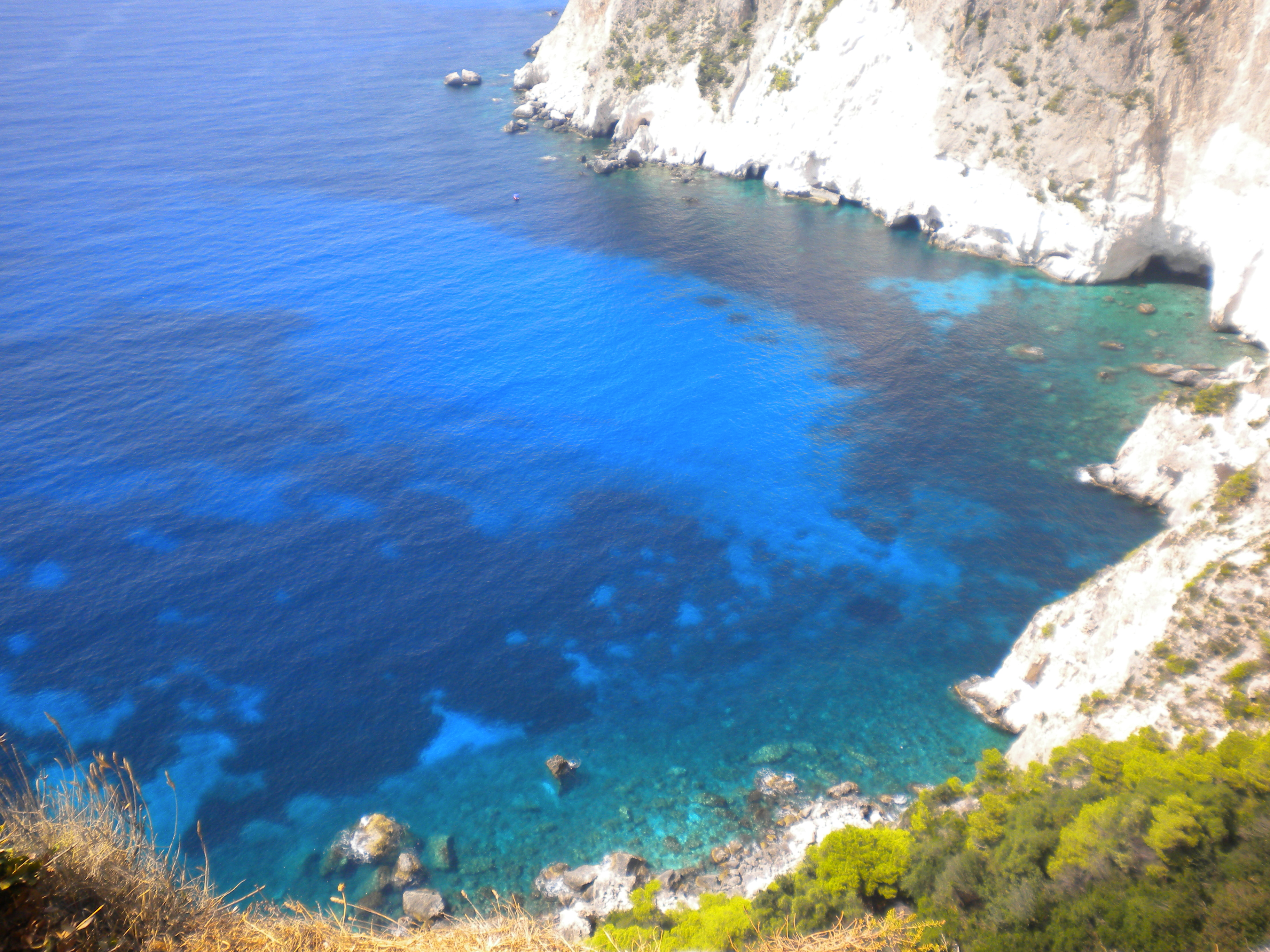
Le grotte di Keri
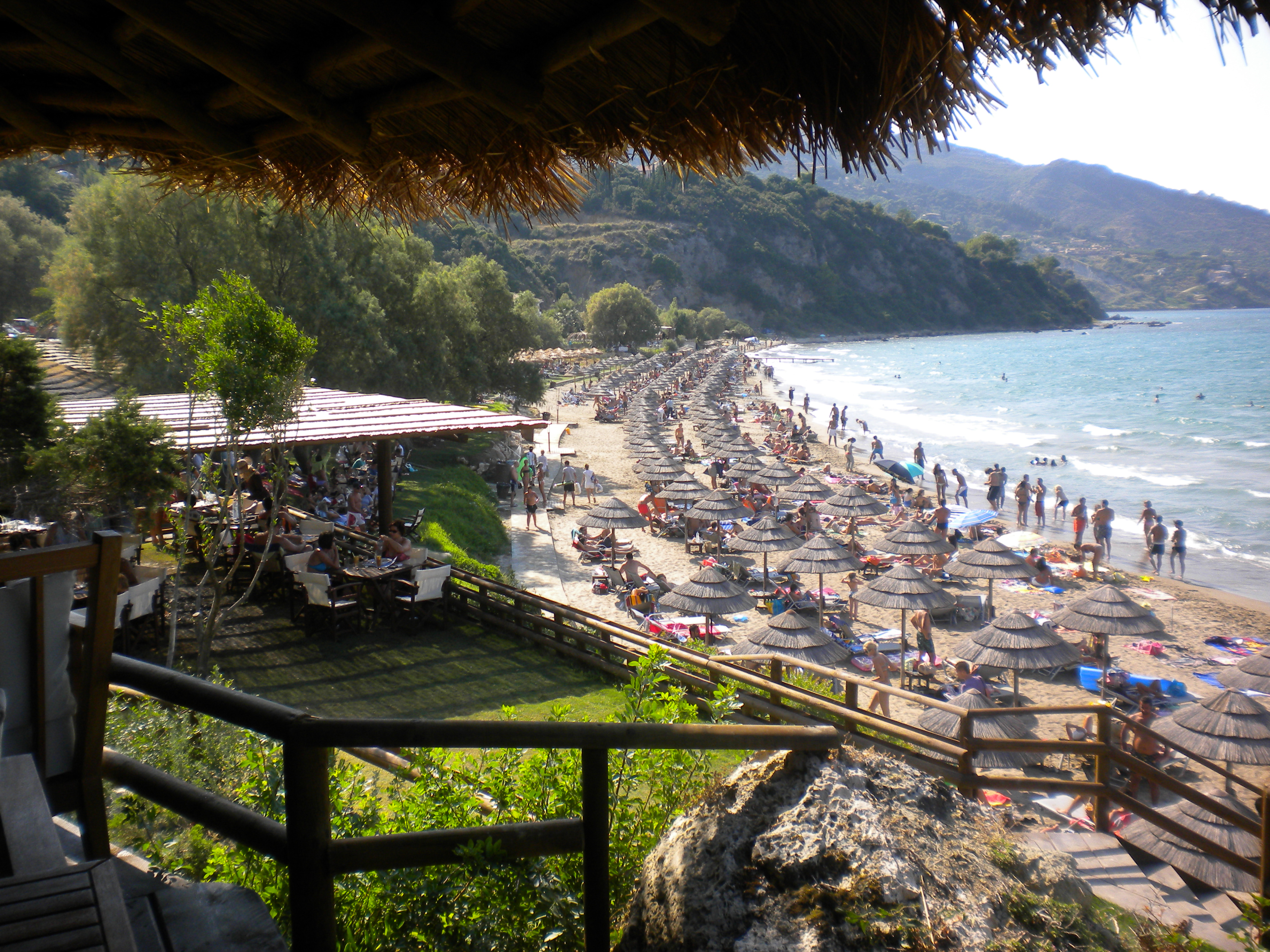
La spiaggia attrezzata di Porto Azzurro
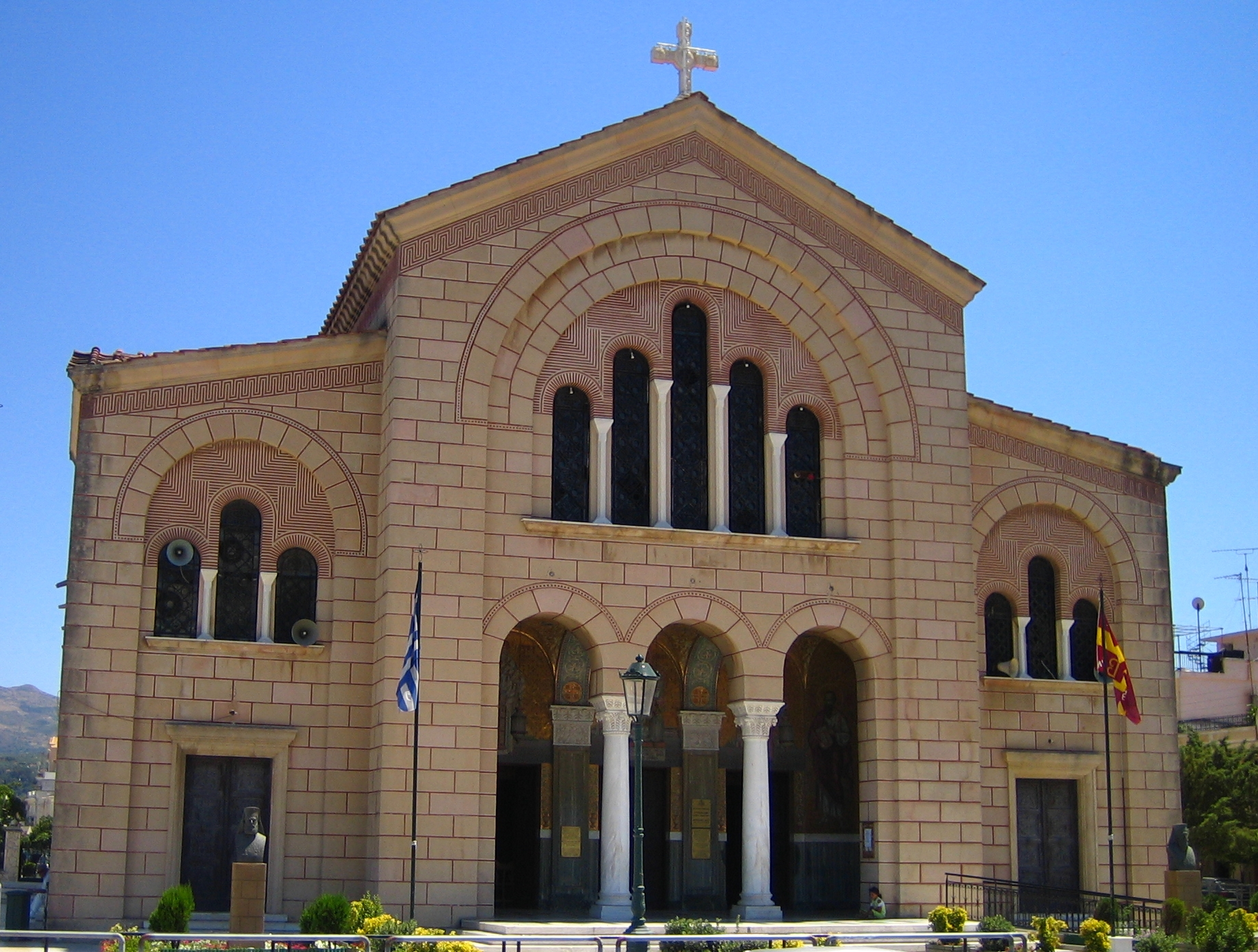
Cattedrale di San Dioniso
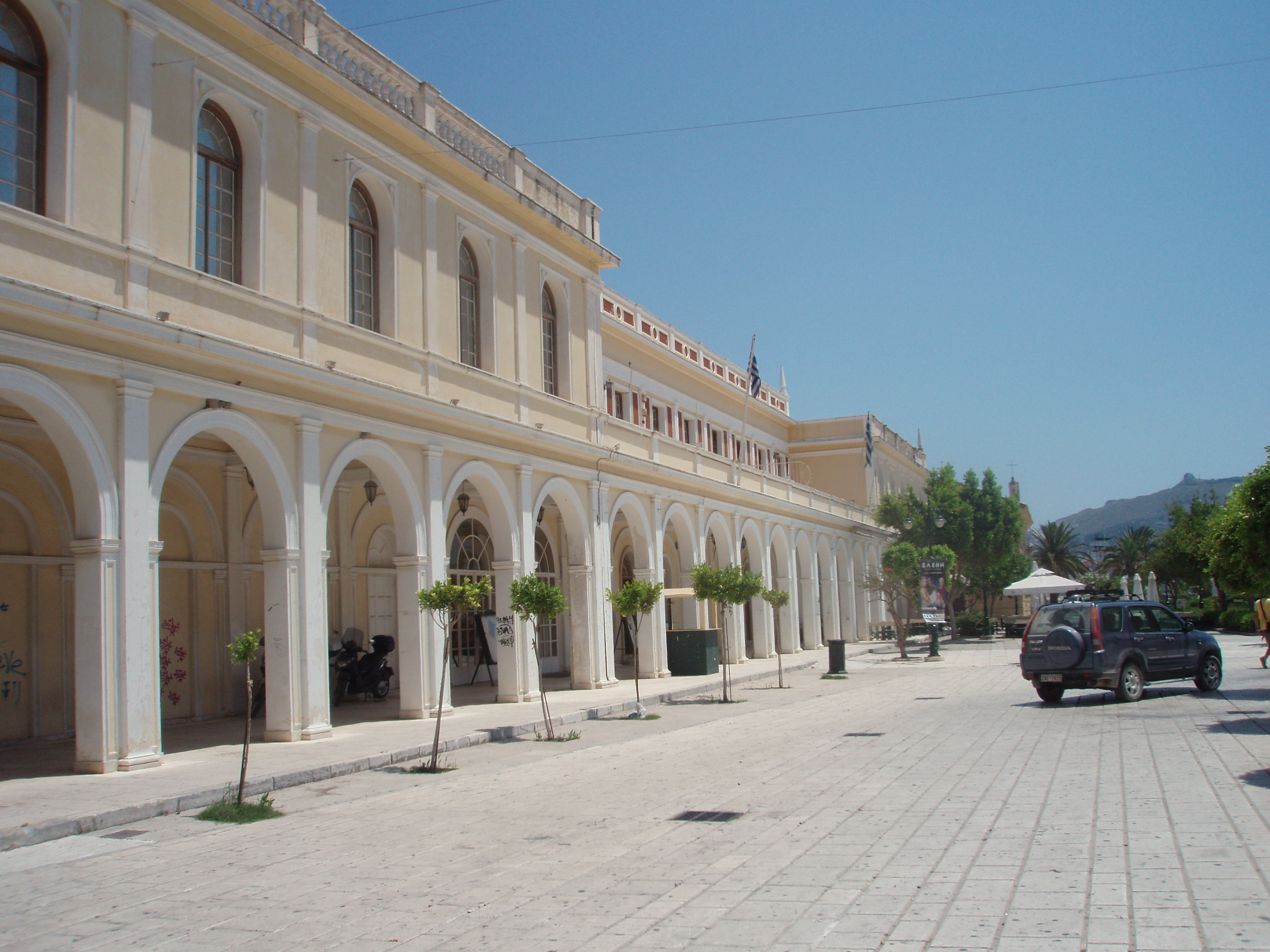
Teatro Metropolitan della capitale